# 野田稲吉
野田 稲吉（のだ とうきち、明治36年（1903年）8月29日 - 平成9年（1997年）9月29日）は、日本の応用化学者。名古屋大学名誉教授、三重大学名誉教授（元学長）。

## 来歴
山梨県出身。1927年東京帝国大学応用化学科卒業。1929年東京工業大学講師、1930年助教授を経て、1941年名古屋帝国大学教授、1961年年名古屋大学工学部長、1967年三重大学学長。1953年年フルブライト・プログラム交換教授として渡米した。天然雲母の不足から合成雲母の研究と試作をおこない、透明大型の結晶の製造に成功し、その特性を解明した。1973年勲二等旭日重光章受章。

## 受賞歴
- 1940年 工業化学会有功章
- 1951年 中日文化賞
- 1957年 日本学士院賞 「合成雲母に関する研究」
- 1957年 George Stakel Memorial Award
- 1977年 窯業協会賞功労賞
- 1991年 日本セラミックス協会創立百周年記念学術功労賞 「合成雲母の育成研究及び業界の発展に尽した功績」

## 家族
妻のうめは甲野棐の二女。